# キャンプ

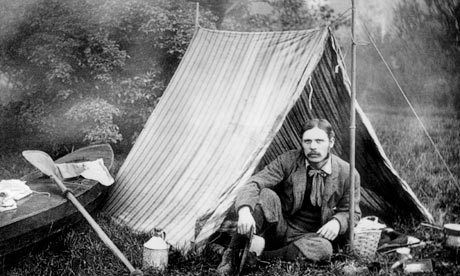
近代的なキャンプを始めた人物として名が挙げられることがあるThomas Hiram Holding（1844 – 1930）がキャンプをしている様子。ロープと二本の棒と布で組む素朴なテントと調理道具を持参。

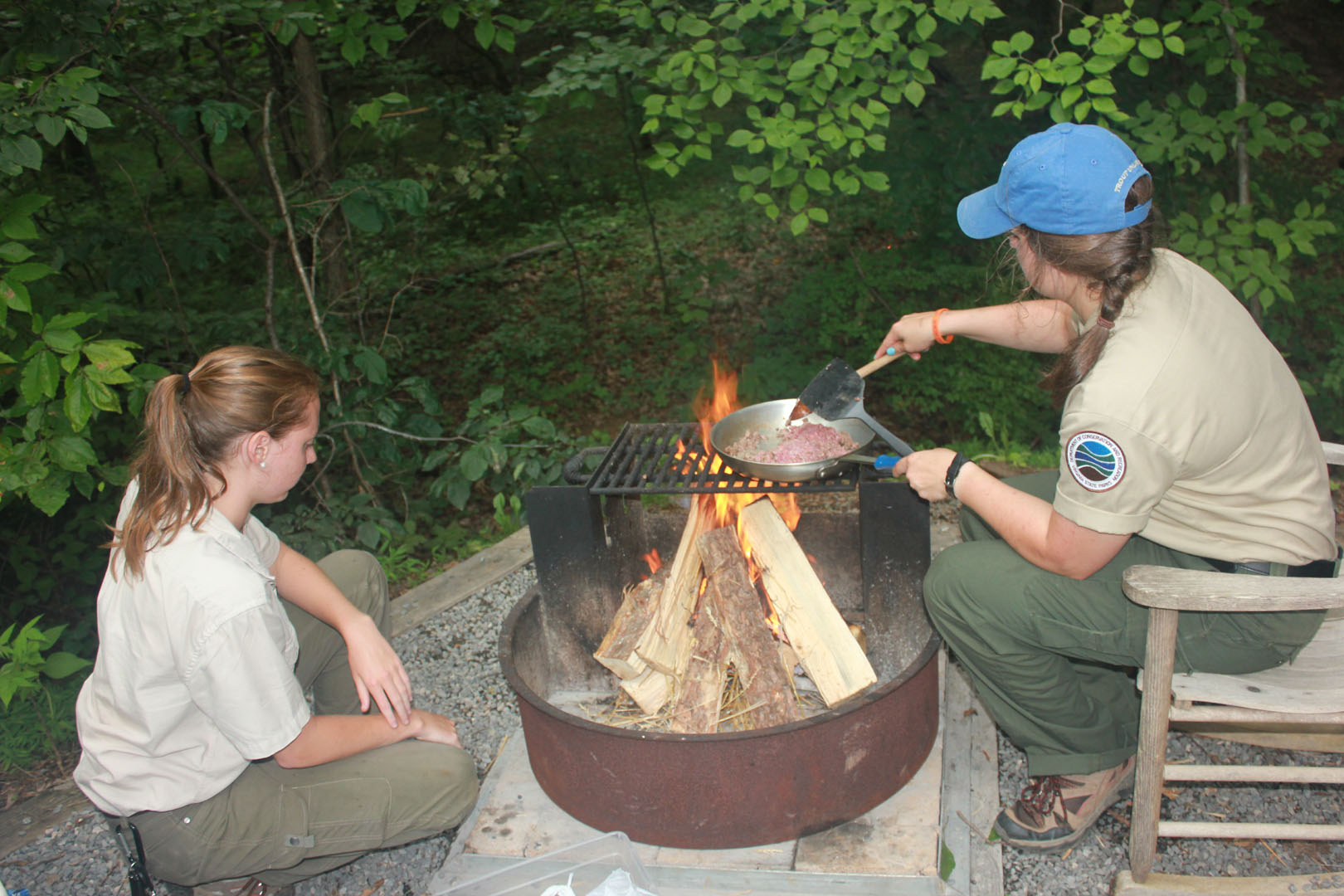
枝や薪を焚火台で燃やし、燃え上がる火で調理を行う人々。

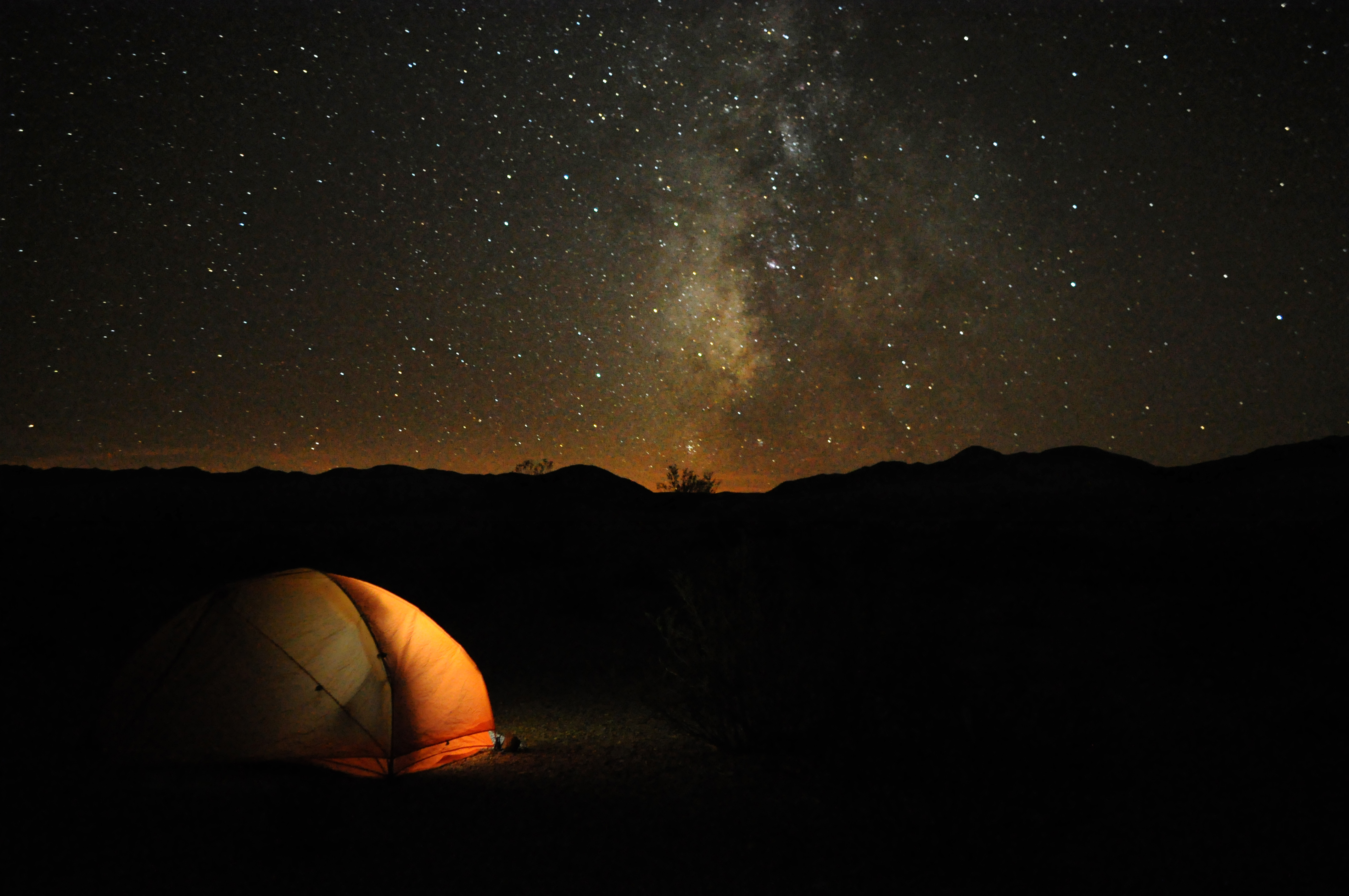
夜空の下でのキャンピング（カリフォルニア州デスヴァレー国立公園、2012年）

キャンプあるいはキャンピング（英: camping）とは、野外で一時的な生活をすること。野営、露営、宿営ともいう。

## 概説
キャンピング（キャンプ）は、野外での一時的な生活を指している。ラテン語の「campus」（カンプス）、フランス語の「champ」（シャン）は「野」を意味し、英語の camp や camping も同系統の語である。
現在ではキャンピングと言うと、テントや即席の小屋状建築物での滞在を指すことが多いが、実際には特に限定はなく、岩窟などの自然地形を利用して生活することや、簡単なツェルトなどでの一時的なビバーク、積雪期に雪洞を掘りそこで過ごすなど、広義には、野外、屋外で一時的に生活すること全般を指す。
キャンプは特に自然の中で活動するからこそ大きな効能がもたらされると考えられている。都市から離れた大自然の中での生活は、都市での日常行動を打ち破る創造的行動が要求され、また自然と接する内に、その美しさや厳しさを知ることもできる。またキャンプの一連の活動の中で登山、釣り、水泳などの活動をする内に、身体を鍛えることもできる。

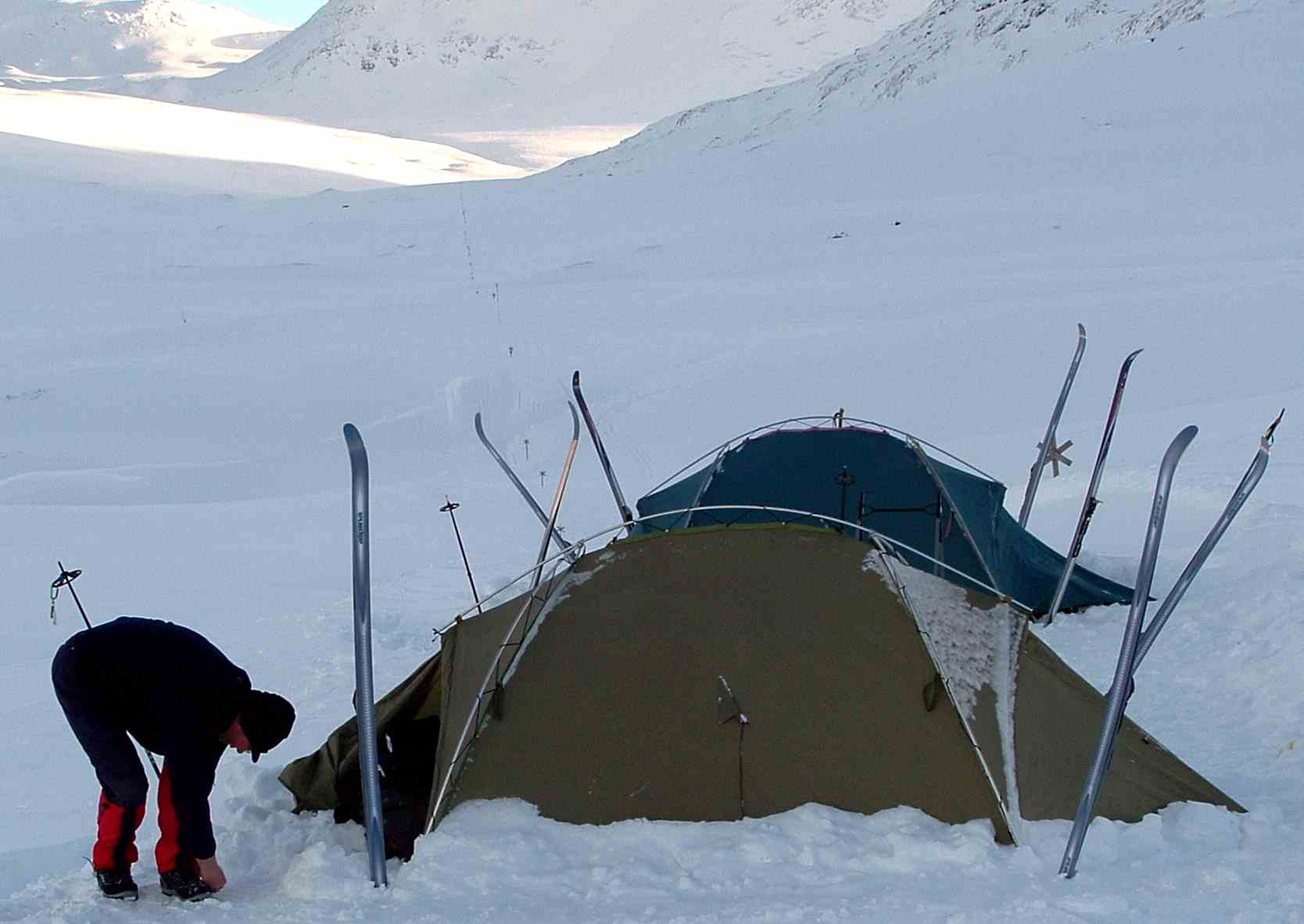
冬季に雪原にテントを設営し行うキャンプ（スウェーデンにて）
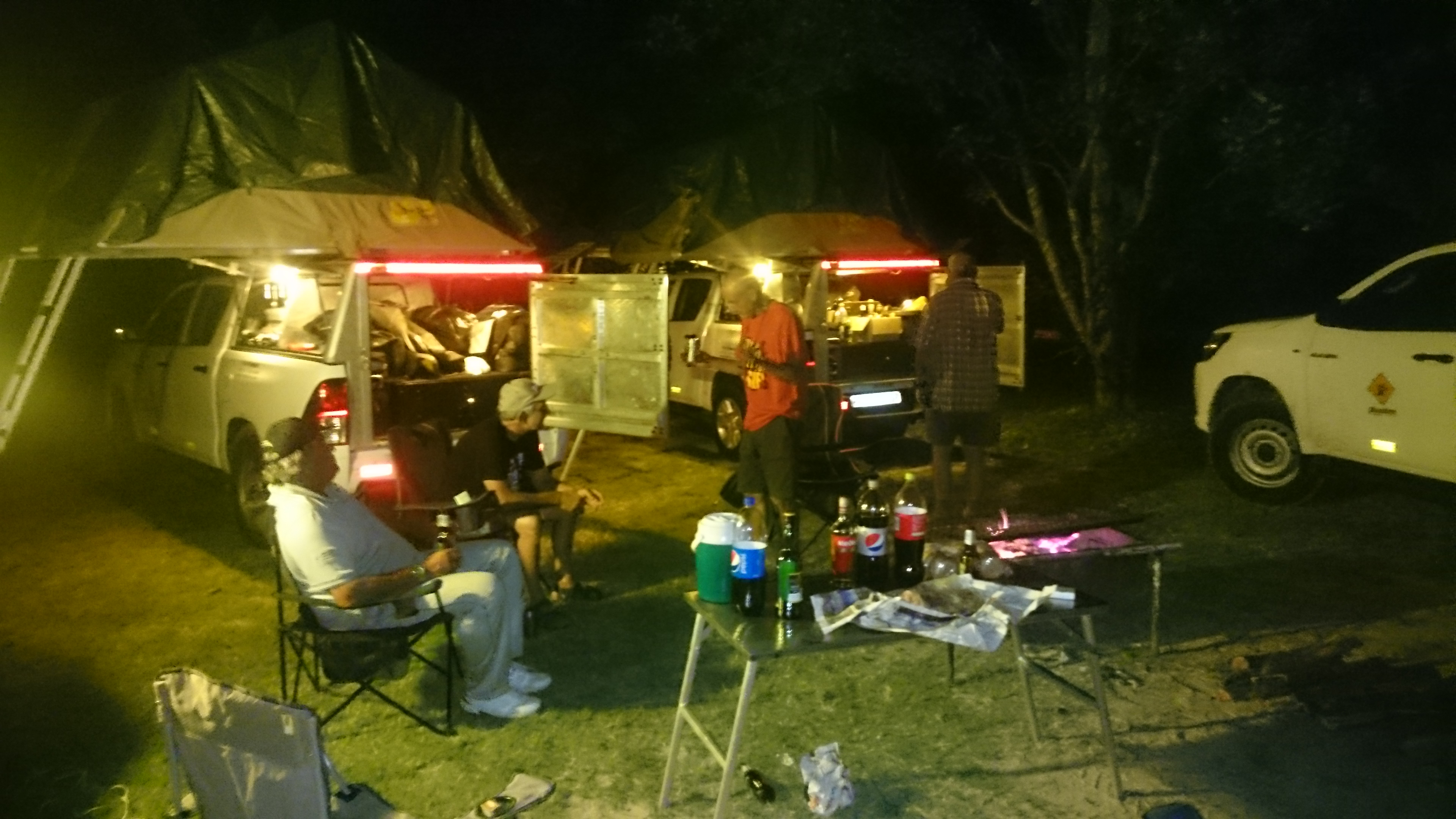
車を利用したキャンプ
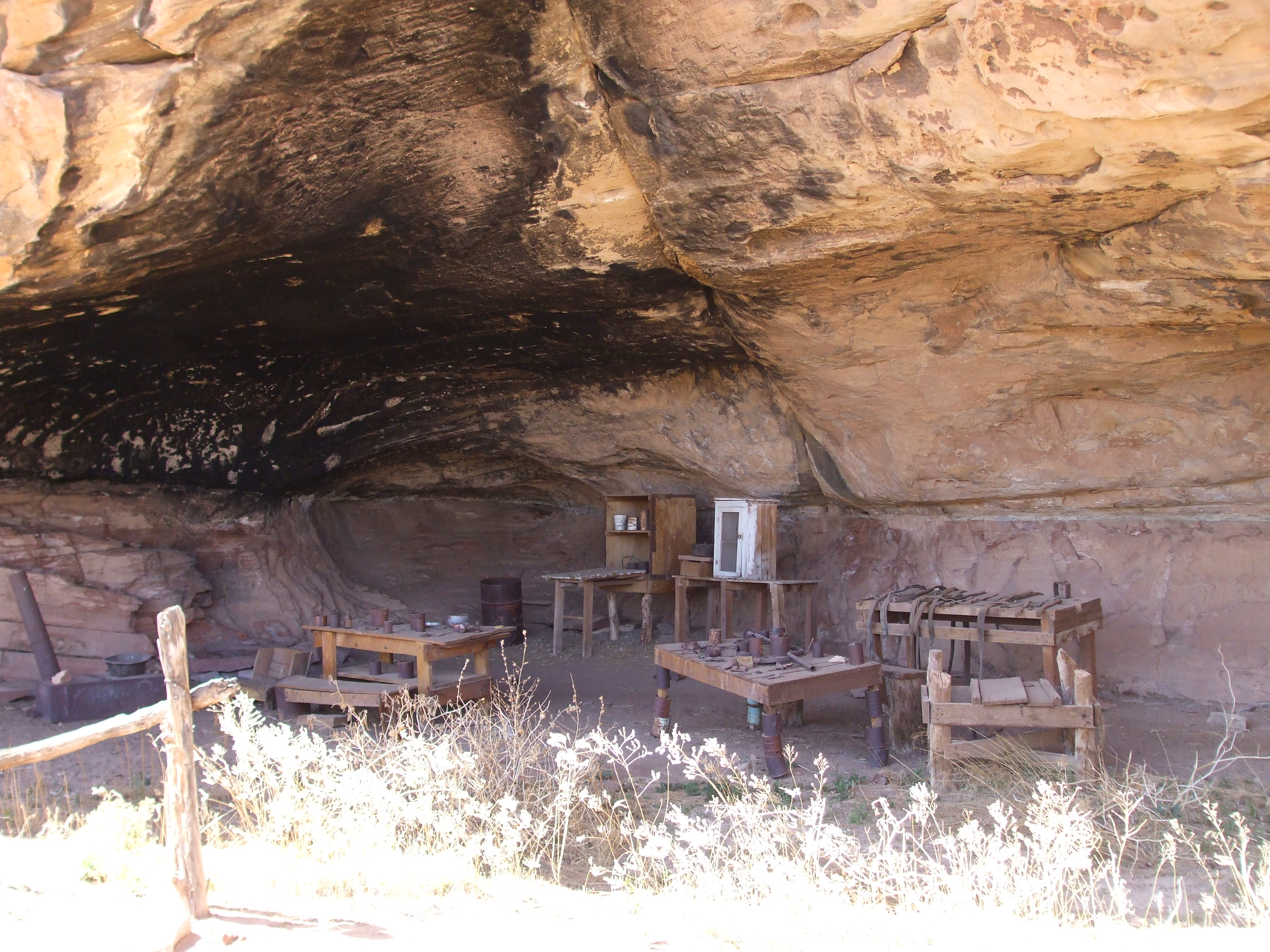
洞穴や大きな岩のくぼみや「ひさし」を利用して野営する方法もある。この写真はアメリカのカウボーイたちのかつてのキャンプ場所（ユタ州、en:Cave Springs Cowboy Camp）

## 歴史

### 人類の野外生活の歴史
人類学などでは、もともと人類はその歴史のほとんどを狩猟採集生活をし、移動して過ごしてきた、とされている。
同じく狩猟採集生活をしていた北米の先住民（インディアン）たちのうち、平原で移動生活を行う者たちはティピーを張り、その中で生活をしていた。
北欧の地には古代からサーミ人がおり、（ティピーに似た）テントで生活していた。ローマ帝国軍の軍人・兵士たちは遠方の戦地に向かい、数か月から数年の間、そこで滞在しつつ様々な軍事行動を行った。彼らは木の棒を立て、そこに布（や皮）を張るテントを使用していたらしいことが遺物などによって判っている。ユーラシア大陸の東側ではモンゴル人がゲルを用いて遊牧生活を送っていた。ゲルは移動式でありながらかなり大掛かりで、本格的な住居としてきわめて快適な住環境をもたらす。こうして自然の中で自在に移動しつつ生活することができた。
- 旧石器時代の人類の生活の場、毛皮のテントを屋外で再現したもの
- 北米の先住民の生活の場（北米、Siksikaのインディアンのティピー群（モンタナ州）
- 今から二千年ほど前、ローマ帝国の軍隊（ローマ軍）が敵地に遠征した際に行っていたキャンピング（を現代人が再現したもの）
- ノマド生活を送っていたクマン人のキャンピング（13世紀の絵）
- 米国の開拓者たちは幌馬車に生活道具を積み込んでいた。

以上は、近代キャンプが生まれる前に行われていた野外生活である。
近代化が進むにつれ、都市部の人工的な環境で生活する人口の割合が増えていった。

### 近・現代のキャンピングの誕生
19世紀後半になると、野外で生活することに教育的な意味を認め、一定のプログラムのもとで集団生活が行われるようになった。かつて人類の大半が経験していた野外での生活を、近代産業社会の中で再体験するものとして現代流のキャンプは誕生した。1861年に米国コネティカット州のガナリーにおいてフレデリック・ウィリアム・ガンが子供たちを集めて学校キャンプを行ったことが、現代流のキャンプの始まりである、と言われている。1881年にはニューヨーク、ブルックリンYMCAでもキャンプが行われるようになり、これがF.ダドリーに継承されて非常に盛んになった。1896年にはヨーロッパはドイツ帝国のベルリンからワンダーフォーゲル運動（渡り鳥運動）によってキャンプ活動は普及した。

### ギャラリー

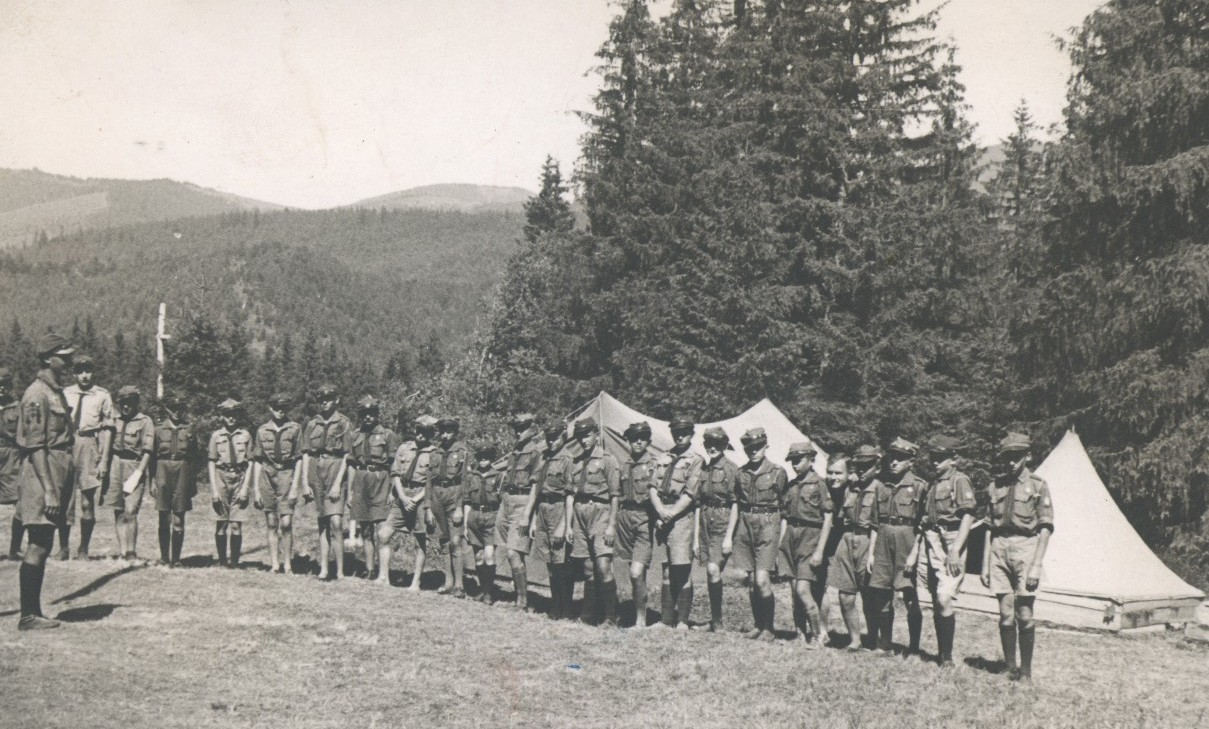
ボーイスカウトのキャンプ。1934年
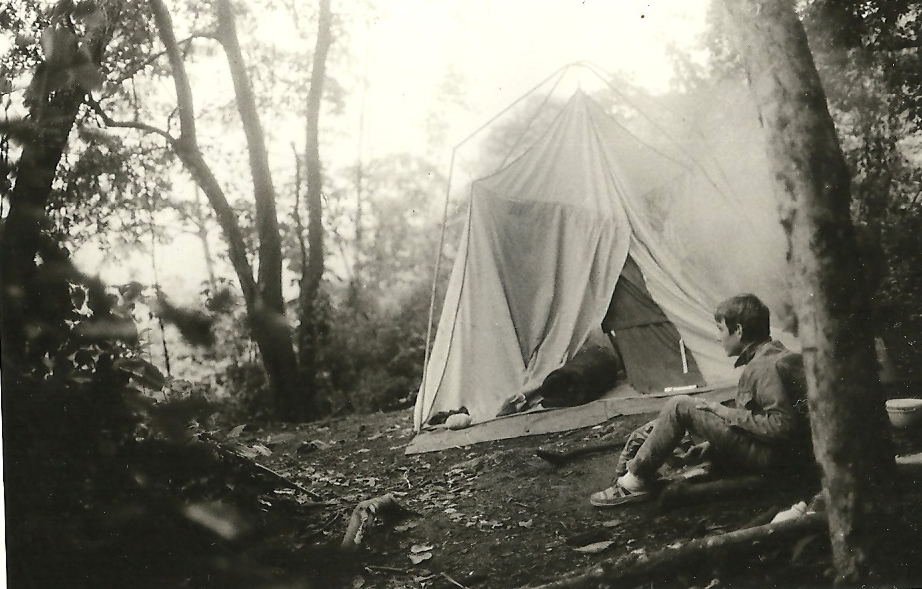
ベネズエラのHenri Pittier National Parkでキャンプする青年。1986年

### 日本列島における歴史

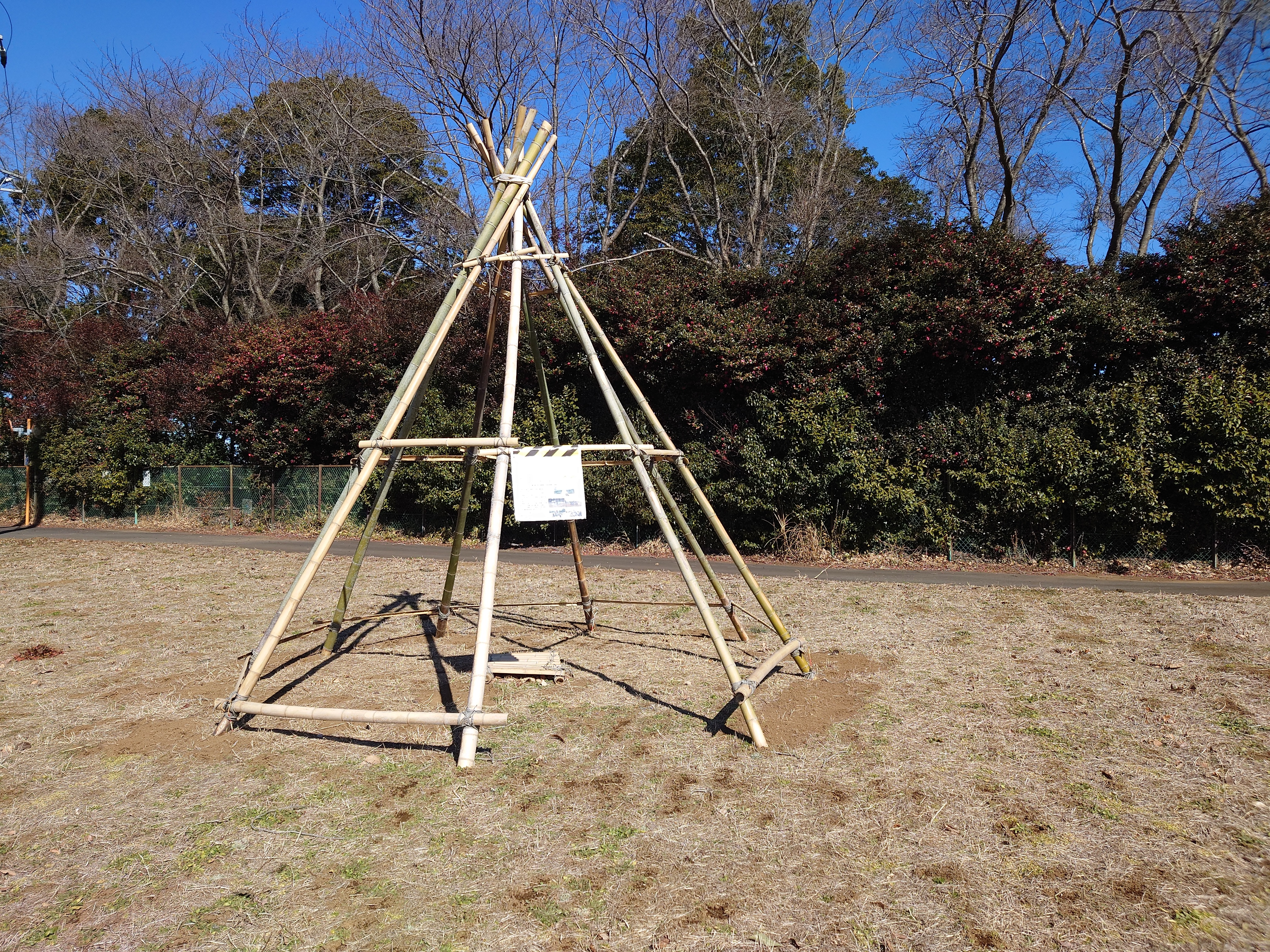
千葉工業大学創造工学部の八馬 智の研究室メンバーが、墨古沢遺跡（千葉県印旛郡酒々井町）の史跡指定地内で2024年（令和6年）に設置した旧石器時代の復元テント（防風対策のため骨組みのみ）。遊動生活を送る日本列島の旧石器時代人は、多くの場合このような簡易な住まいでのキャンプ生活をしていたと考えられている。

日本列島で人類の活動が初めて確認される後期旧石器時代は狩猟採集社会であり、人々は食料となる動物を求めて一定の場所に留まらず、短期間に移動を繰り返す「遊動生活」をしていたと考えられている。そのため、日々の寝泊まりは、迅速な設営と撤収が可能なテント状の住まいによるキャンプが主体であったと考えられている。
その次の縄文時代に入ると、人々は一定の場所に竪穴建物や掘立柱建物を建てて長期的な集落を営む定住生活が主体となり、これ以降はキャンプを日常の生活基盤とすることは少なくなっていった。
江戸時代には、旅人は大きな油紙を持参し、山中でやむなく日没を迎えてしまった場合には樹木の下などでそれにくるまって雨露をしのいだとも言われている。
明治時代は西洋諸国の諸制度を取り入れる一環として多くの西洋スポーツが輸入された。キャンプもそのひとつとして紹介され、教育活動として推進されるようになった。1894年（明治27年）に刊行された志賀重昂による『日本風景論』中、「登山の氣風を興作すべし」として「山中に露宿する方法及び注意、山中の茵褥、露宿の際の着衣」を図解し、実践する者が急増した。1907年（明治40年）に、学習院の院長になった乃木希典は夏期に行われていた遊泳演習にキャンプを取り入れ、3週間にわたり160人の学生とキャンプ生活を行った。1922年（大正11年）には、YMCAが日光の中禅寺湖畔で中等学生のための組織キャンプを行った。第二次世界大戦が終結すると、学校キャンプが盛んになった。民間団体や行政組織によるキャンプ推進も盛んに行われ、1965年（昭和40年）には日本キャンプ協会が設立されキャンプに関する啓蒙活動を行うようになった。
昭和の軍隊における露営については、『学校教練必携. 術科之部 前篇』pp297-311にて

## キャンプのマナー
キャンプは窮屈な都市生活から離れ、開放的な気分になりやすい。キャンプの中で個人的に楽しんだり、自己を磨いたりすることはそれはそれでよいのだが、その前に、次のような基本的なマナーが強調されなければならない、と徳久球雄は指摘した。
- 他人の迷惑になるようなことは控える[2]
- 協同生活における自分の責任を果たす[2]
- 自然を汚さない[2]

大自然の中で生活をすることで、人類の生活を本当に支えている巨大な仕組みに徐々に気付くにつれ、やがて人間は謙虚な思いを抱くようになるものであるが、こうした謙虚な思いをキャンプのマナーの基本に据えるべきだと徳久は指摘した。

## キャンプの種類

### 組織キャンプ / 個人キャンプ・家族キャンプ

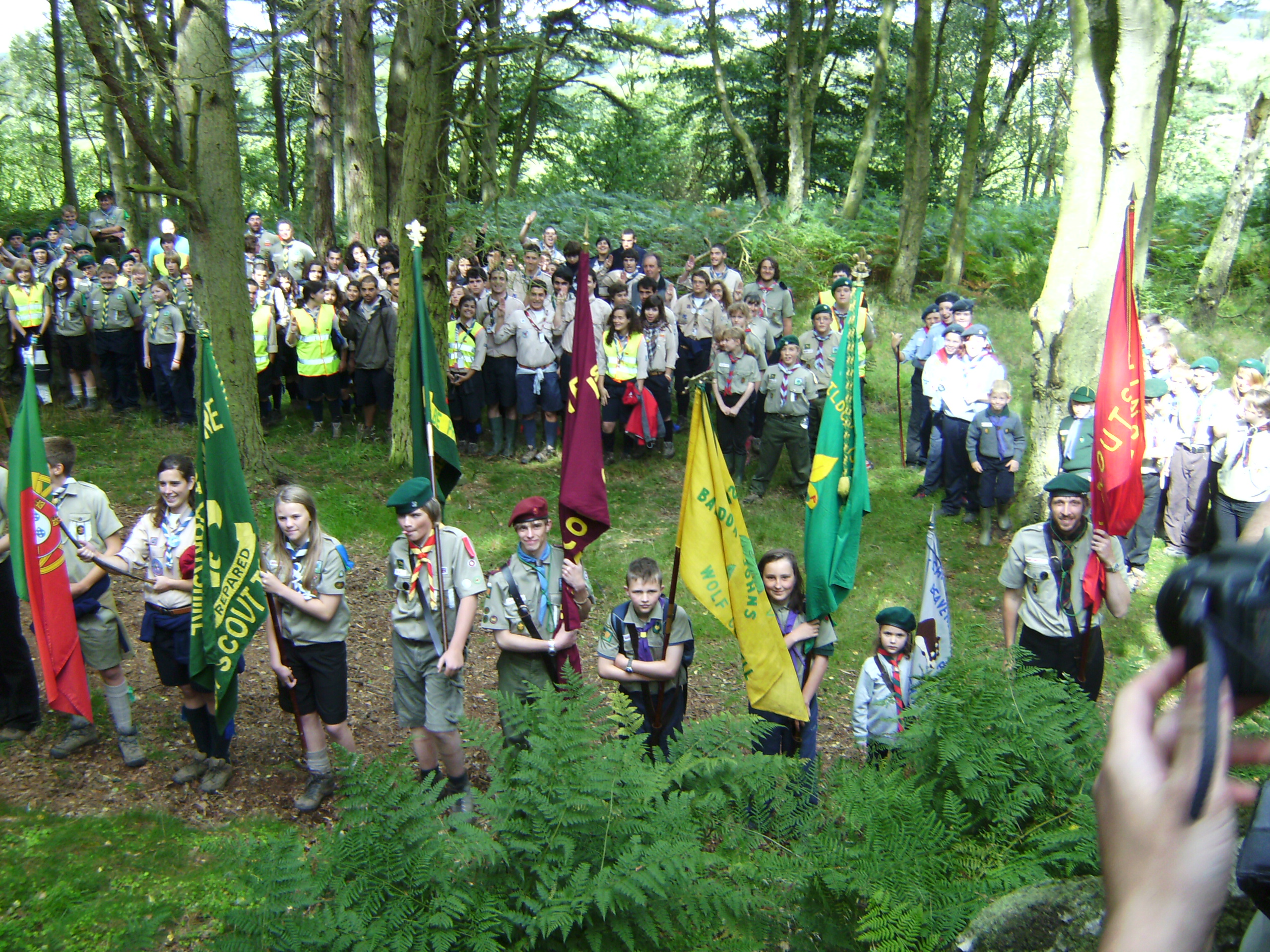
ジャンボリー（=国際的に行われるボーイスカウトのキャンプ大会）の参加者たち。

世界大百科事典では、キャンプには組織的なキャンプと、個人的・家庭的なキャンプがある、としている。

#### 組織キャンプ
一定の目標のもとに意図的に組織された集団が、一定のプログラムのもとに野外で協同生活するものである。学校が教育活動の一環として行っているキャンプ（学校キャンプ）、ボーイスカウトなどが行うキャンプ（団体キャンプ）、YMCAやYWCAなどのような組織が宗教的行事を盛り込んで行うキャンプ（宗教キャンプ）、学者の集団などが調査のために行うキャンプ（調査キャンプ）、スポーツ団体が行うキャンプなどもある（「スポーツ合宿」などとも）。小さいものでは数人から、大規模では数百から数千人で行われているものもある。
年齢層は多岐にわたる。青少年を対象としている場合は、困難などを乗り越えることによって、一人一人の人間的な成長を助ける場するための活動と捉えられている。

#### 個人キャンプ・家族キャンプ
個人あるいは家族・親類・友人・知人などが少人数集まって野外でキャンプを行うものである。
登山に伴う個人的なキャンプ生活が、個人キャンプのひとつの起源だとも考えられる。20世紀後半になると、野外生活を行う部分がそれ自体で独立してリクリエーション」と認識されるようになり、欧米で急速にキャンプ場の建設が進み家族でキャンプを楽しむことが普及した。
近年では、ただ独りで行うキャンプは特にSolo camping ソロキャンプと呼ぶようになっている。

### 登山中のキャンプ

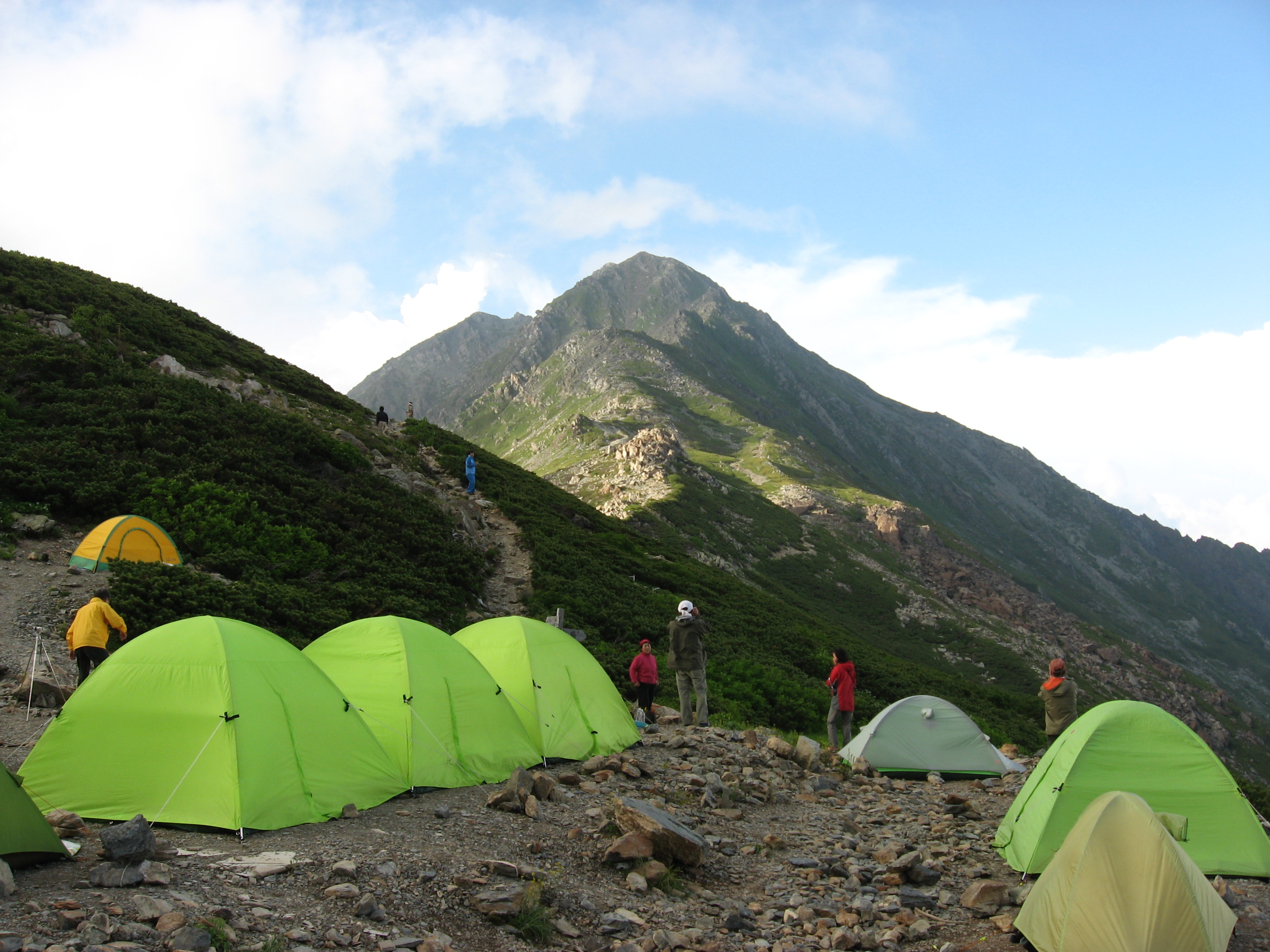
日本の北岳の北岳山荘の前にて。2007年

登山やツーリング中の野外の生活。素早い設営・撤収が重視され、道具の総重量や点数などがかなり制限される。小型化・軽量化されたテントやコンロ（ストーブ）類などを使うことが多い。
都会の人工的な環境に囲まれた日常生活から離れて、大自然の中で過ごすあり方を実感することに魅力を見出した登山家やツーリングの実行者の間で行なわれていた。
一般人には馴染みの薄いものであったが、やがてその魅力が次第に知られ、広く行なわれるようになった。

### リクリエーション目的のキャンプ
上述のようないきさつで、リクリエーションとしてのキャンプが増えた。自然の中でゆったりと生活を送り、心の保養を行う。特に決まった形式はない。
現代人の多くは、本格的な野外生活の知識がなく、様々な設備（整地されたテント張り場、人工的な水道、コンクリート製のシンクや炊事場、人工的なトイレ 等々）があらかじめ用意してあるキャンプ場で行うことが多い。
商用電源などが用意され、なかには調理器具やテントの貸し出しも行っているものもあり、必要な道具に関する知識もない初心者や女性でもとりあえず利用できるようになっている。キャンプがこれほどまでに大衆化したのには、人工的なキャンプ場の数が増えたことが貢献している。

### 様々なカテゴリ
キャンプは、様々な楽しみ方をされており、各人各様で千差万別である。
デイキャンプ
日中だけ行うキャンプ。例えば野外で日中に炊飯・調理を協同で行う、河原でバーベキューなどを行う、など。
ツーリングキャンプ
キャンプツーリングともいう。オートバイや自転車やカヌーでツーリングを行う途次、キャンプを行う。またはキャンプを楽しむことを目的のひとつとしたツーリング。積載量が限られるため、小型軽量のコッヘル、小型テントやタープなどが使われる。
- 自転車旅行でするキャンプ
- オートバイツーリングでするキャンプ

オートキャンプ
狭義では自動車がキャンプ場の中まで乗り入れ、車のすぐ横にテントやタープなどを張るキャンプ。オートキャンプ場はテントサイトひとつひとつに駐車スペースがついて1区画になっている。あるいは車内で寝泊まりする、いわゆるキャンピングカー・キャンピングトレーラーでのキャンプ。日本では1990年代に大ブームになり、家族一緒のキャンプ（いわゆるファミリーキャンプ）が人気になった。
広義では交通手段として車を使うだけのキャンプも指す。
グランピング
「glamping グランピング」とは、glamorousとcampingの合成語で、大自然を楽しみながら高級ホテル並のサービスが受けられる施設類を指す（別名：luxury camping〈豪華キャンピング〉）。元々は英国人がアフリカでハンティングを楽しむ際、泊まる場所がなかったので家の家具をそのまま持ってきたのが始まりである。2015年頃から日本にも上陸してきた。参加者は通常のキャンプと違いテントを設営することも料理を作ることもなくテント泊を楽しめるので、キャンプ道具を持っていない層や手軽にキャンプを楽しみたい層からは人気だが、共同作業がキャンプ本来の楽しみと考えている層からは疑問視されることもある。テントはあらかじめ特定のキャンプ場に設置してある場合が多い。短い期間で開催地を変えつつ設置・開催されるものもある。テントの中にベッド、洗面所、ヒーターなどがついている。

### キャンプ場の種類

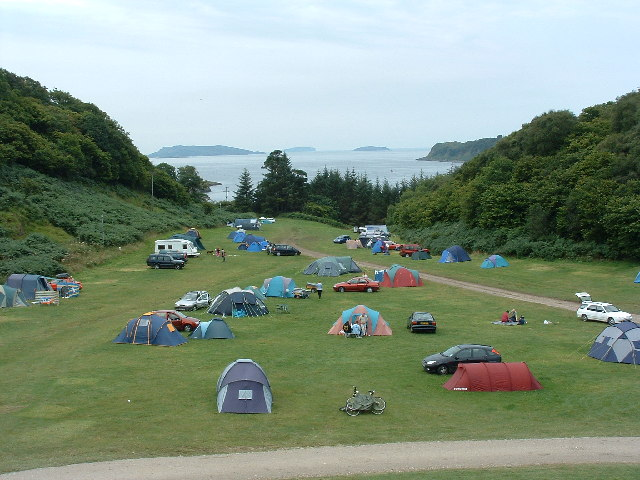
キャンプ場の例（スコットランド）

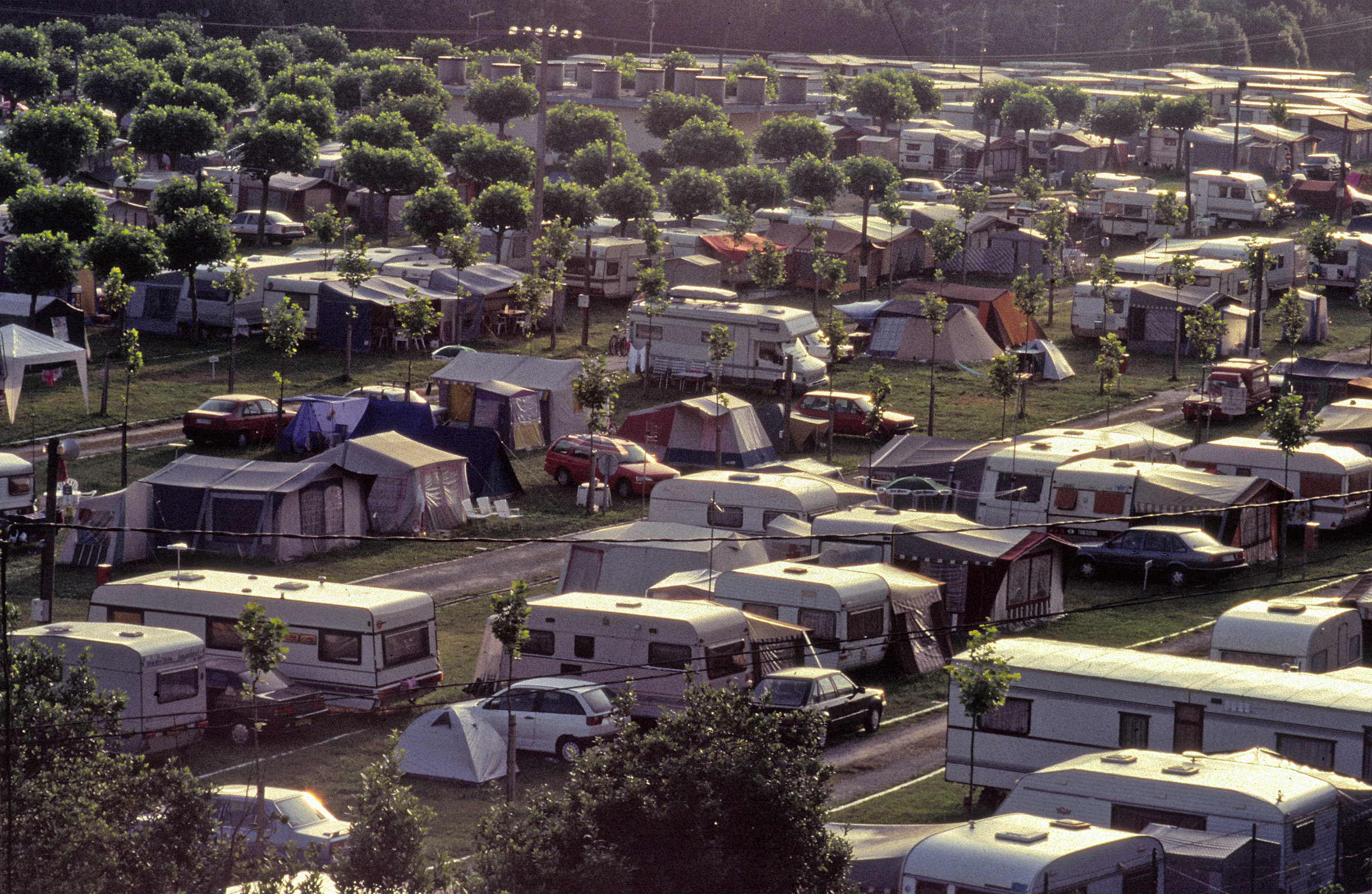
大混雑しているキャンプ場（スペイン北部、1994年）

もともとキャンプ場に分類があったわけではないが、「オートキャンプ場」が登場してから、それを意識した分類がされるようになった。
一般のキャンプ場
現在「オートキャンプ場」とあえて謳っていないところは、テント脇までの自動車の乗り入れはできないことが一般的である。通常はテントを張る場所から離れた場外に駐車場が設置されている。バイクについては、キャンプ場ごとに細かい規則は異なる。自転車ならばテント脇まで乗り入れができる場合もある。自動車という人工的で騒音や排気ガスを出す機械から離れられるメリットがある。
オートキャンプ場
自動車をテントサイト（テントのすぐ脇）まで乗り入れられる。テントを張る場所まで荷物を運搬するという大きな手間がほぼ省ける。
大人のキャンプ場
米国などで "Adult" と看板に表示してあるもの（すなわち、子供染みた行動を取る者を入れないキャンプ場）。マナー違反を行なうキャンパーを入れないようにした、静かに過ごせることを前面に打ち出しているもの。

## 主なキャンプ用具

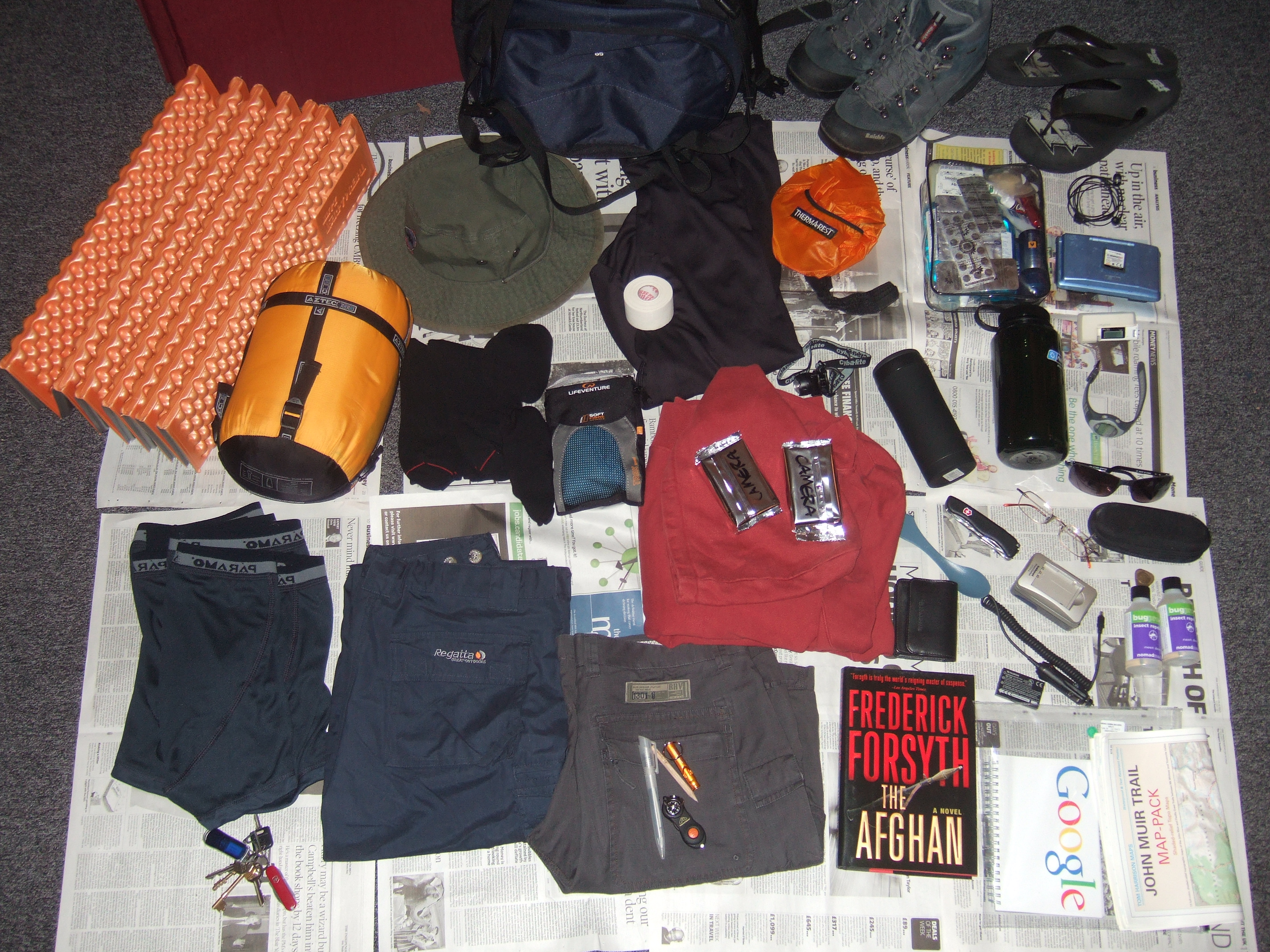
道具一式。登山のキャンプで一般的な軽量・コンパクトな道具の例。左上のオレンジ色のものは、登山で使える軽量でコンパクトに折りたためるマットレス。その右下は寝袋。

キャンプのタイプによってキャンプ用具は異なってくる。
対比のために、登山のキャンプとオートキャンプでの道具一式を挙げてみる。
自力で荷物を運び挙げる登山でのキャンプ装備
- （小型できわめて軽量な）テント
- （コンパクトで、かつ寒い場所で使える羽毛わた などの）寝袋（シュラフ）、キャンプ用小型マットレス（ウレタン製やエアー注入式）
- 小型の懐中電灯（あるいはヘッドランプ）
- 小型・軽量のコッヘル（コッフェル）、小型・軽量（折りたたみ式）カトラリー、（超）小型ポータブルストーブ（=〈超〉小型コンロ）、水筒（小型ポリタンク）

山用のキャンプ道具は、ひとつひとつが かなり軽量でコンパクトな作りになっており、また、登山経験者は道具の総点数も極力減らす。低地のキャンプに参加する場合は、山用の道具をそのまま流用することが多い。山用のキャンプ道具は登山用品店（専門店）などで販売されている。
平地の（オート）キャンプ場などでのキャンプ装備
- （中-大型で比較的重い）テント、タープ

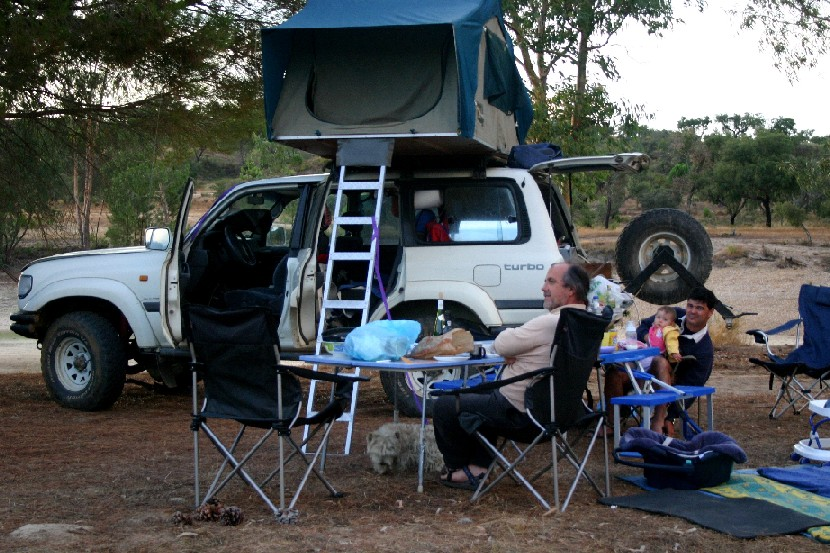
オートキャンプでは道具ひとつひとつが大きめ。大きなテーブルやチェアを用意する人が多い。数も多くなりがち。

- （アクリルわたなどで、比較的大きな）寝袋、毛布、大きなウレタンマットレス（あるいはエアーで膨らむ大きなマットレス）
- 懐中電灯。ランタンあるいは携行型蛍光灯
- （中-大型の）コッヘルや鍋・日常サイズのフライパン。飯盒（はんごう）。ダッチオーブン、カトラリー類（普通のナイフ・フォークなど）、クーラーボックス
- （中-大型の）コンロやツーバーナー（火口が2つある可搬式の大型コンロ）、燃料（木炭、古新聞）、中 - 大型ポリタンク
- 折り畳みテーブル、折り畳み椅子
- スコップ
- 焚き火台

平地のキャンプ場用の道具類は総じて、日常の住宅内での道具のように大きくて重い。背負って長時間持ち運ぶのは困難で、低地用の道具を登山のキャンプに流用することは基本的にはできない。低地用のキャンプ道具はホームセンターなどさまざまな店舗で販売されている。また直火のできないキャンプ場では焚き火台を持ち込むケースが一般的。
共通の道具
- 着替え
- レインコート、防寒具、（レスキューシート）
- 帽子
- 軍手（傷防止、また調理用の手袋）
- ナイフ、ロープ
- ライター、マッチなどの着火具、およびエスビットなどの小型ストーブ
- ラジオ

乗り物
- キャンプ場への移動は自転車、オートバイ、軽自動車、普通の乗用車、ワゴン車、ワンボックスカーなど、特に限定は無い。乗り物にカヌー（カヤック）を選びカヌーツーリングをしつつキャンプをする人もいる。
- 「内部で泊まれるもの」と限定するなら、ワンボックスカー（椅子が「フルフラット」になるもの、あるいはキャンピング用に内装を改造したもの）、キャンピングカー、キャンピングトレーラーなど。キャンピングカーと同じ感覚で利用されている海上の乗り物には「セーリングクルーザー」（セーリングボートの内部がキャンピングカーのように生活空間になっているもの）があり、一種の野外生活を海の上でしつつ海上を移動できる。